# آلاله سفید
آلاله سفید (نام علمی: Parnassia palustris) نام یک گونه از سرده آلاله سفید است.